# Parohy

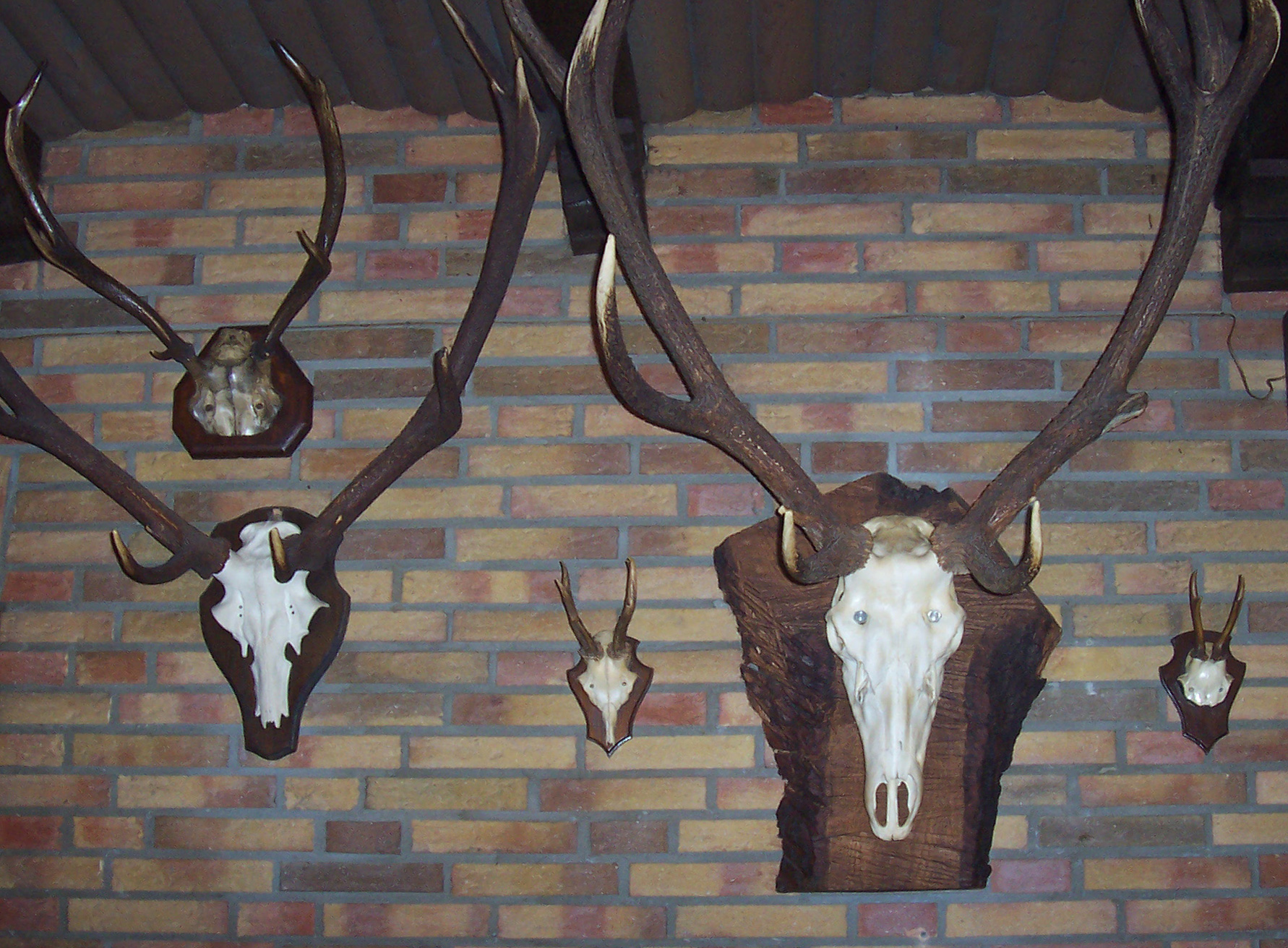
Parohy srnčí (menší) a jelení

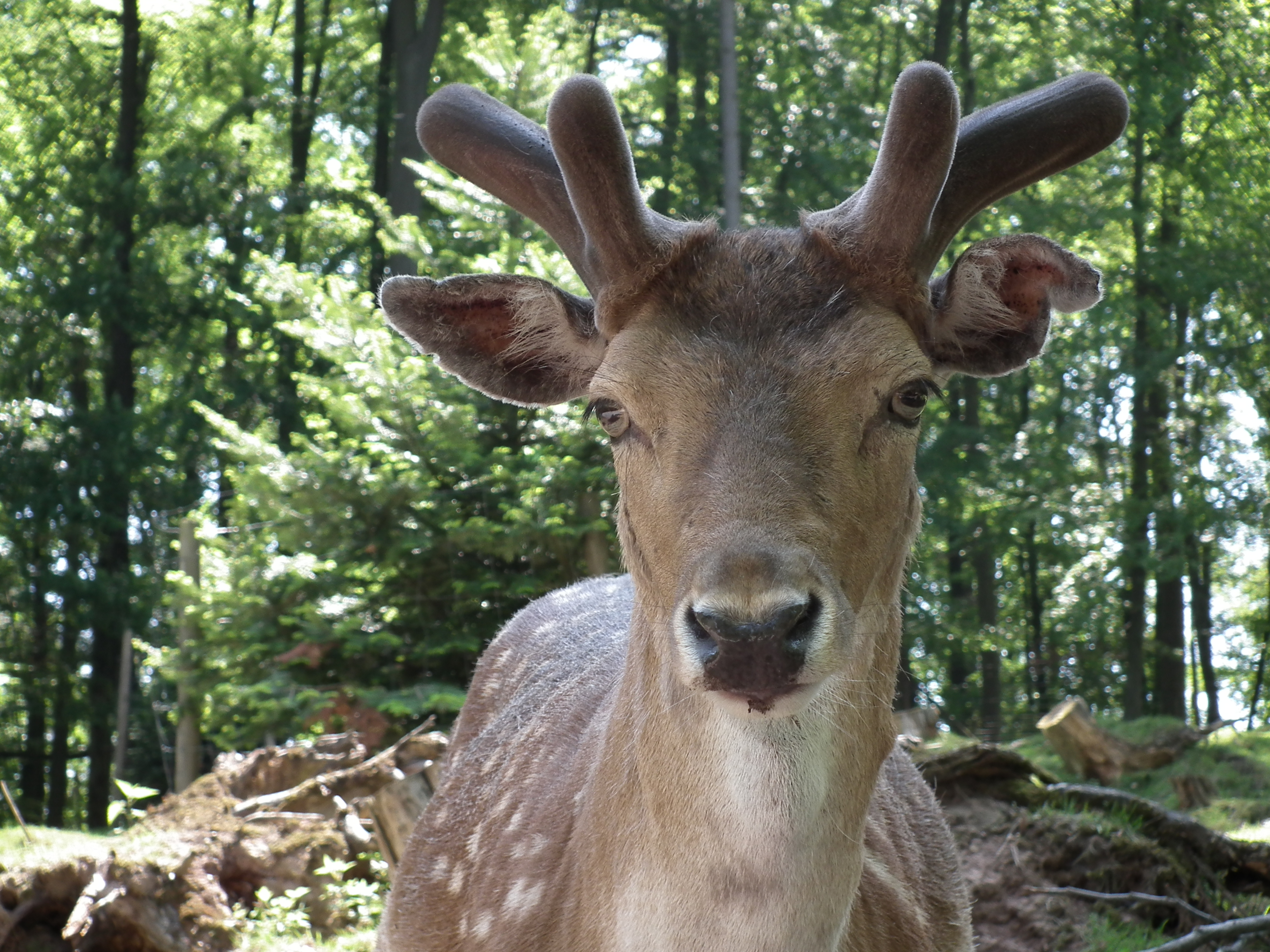
Parohy v lýčí

Parohy nebo paroží jsou kostěné výrůstky bez dutin na hlavě většiny samců z čeledi jelenovitých, pouze u sobů nosí parohy i samice. Jsou výrazným znakem pohlavního dimorfismu. Parohy z jelenovitých savců nemá pouze srnčík (Hydropotes).

## Význam
Jednotlivé druhy jelenovitých mají svá specifická paroží, od největších u losů až po nejmenší u pudu. Vzhled paroží je u jednotlivých populací určující pro sociální zařazení mezi ostatní. Mimo vizuálního předvádění své síly slouží i jako zbraň k soubojům se soky v období říje a hrozba přirozeným predátorům.
Parohy si obvykle nechávají jako ochranu před predátory a na konci zimy je shazují. Nové paroží pak vyrůstá jelenovitým každý rok z jara. Tento periodicky probíhající cyklus nemá u vývojově výše postavených živočichů obdoby. Jejich růst i shazování je řízeno hormonálními látkami produkovanými žlázami s vnitřní sekrecí v návaznosti na pohlavní zralost. Produkci jednotlivých hormonů ovlivňuje z největší části délka dne.
Protože pro Střední Evropu je nejtypičtějším zvířetem s parohy jelen, bude další popis parohů vztažen k němu.

## Vývoj paroží

### Nasazování
Růst nových parohů, tj. nasazování, podmiňuje hlavně dostatek růstového hormonu somatropinu vzniklého v hypofýze a současný útlum hormonu pohlavní aktivity testosteronu, toto období trvá přibližně od března do července. Platí, že u starších, zdatnějších jelenů tvorba paroží začíná a je ukončena dříve než u mladších kusů.
Nové parohy vyrůstají z výběžků na čelní kosti, z tzv. pučnic. Nejdřív se na pučnicích začne zmnožovat pojivová parožní tkáň, základ nových parohů, a kosti parohů začnou pomalu narůstat. Mladé parohy, tzv. panty, jsou obaleny jemnou osrstěnou kůží, která je protkaná nervy a systémem cév přivádějících potřebné živiny pro růst parohů a dále mnoha pachovými a mazovými žlázkami s feromony, zároveň je kůže chrání před poškozením. Tomuto stadiu se říká, že parohy jsou v lýčí. Otisky hlavních cév zůstávají trvale vytlačeny do parohů v podobě podélných rýh. V době nasazování, v době růstu paroží, žijí jeleni poměrně skrytě.
Parohy, na rozdíl od rohů, přirůstají na špici, takže nemohou na své bázi dodatečně ztloustnout. U zdatných jelenů mohou denně v období nejvyšší intenzity růstu, což je zhruba v 6. až 12. týdnu, přirůst až 2 cm a jejich hmotnost může denně stoupnout až o 150 g. Měkká tkáň nových parohů se během růstu postupně od spodu mění v chrupavku. Ta je následně inkrustována minerálními látkami, postupně se přeměňuje v osteoblasty a následně v kost, takže živé zůstávají jen v délce 5 až 7 cm na svých koncích. Během růstu jsou základní složkou paroží bílkoviny, asi 60 %, a zbytek tvoří minerální látky. Kostnatění je dosaženo ukládáním vápenných a fosforečných solí.
Během nasazování paroží si potřebný přísun bílkovin zvířata průběžně zajišťuji denní pastvou, dospělý jelen spase denně až 25 kg krmiva. Hlavní spotřeba minerálních látek je až v poslední třetině růstu a tehdy je převážně pokryta přechodným odbouráním minerálů z ostatní kostní tkáně, hlavně ze žeber zvířete.

### Vytloukání
Asi od července se začíná zvedat aktivita pohlavních žláz a následně klesá hladina růstových hormonů. Parohy přestanou růst a dokončuje se jejich zkostnatění. Přestože již nenabývají na objemu, zvětšuje se následkem ukládání minerálních látek jejich hmotnost. Na obvodu parohů vzniká kost mnohem kompaktnější, tvrdší než ve středu, kde je kostní tkáň více pórovitá. Zkostnatělé parohy obsahují přes 50 % anorganických látek, z nichž převážnou část tvoří vápník a pak s odstupem fosfor. Bílkovinových substancí bývá asi 35 % a podíl vody, který se postupně snižuje, je pod 15 %.
Po dokončení zpevňování paroží jejich kožní obal odumírá, usychá a postupně se odlupuje. Zvířata se ho zbavují otíráním o větve a kmeny stromů. Toto počínání zvěře se nazývá vytloukání. S vytloukáním se zároveň začínají původně světlé parohy přebarvovat. Nastalo období, kdy se parohy přeměnily v necitlivou, velice tvrdou kost.

### Shoz
Ke konci října začíná pomalu množství pohlavního hormonu klesat a naopak růstového stoupat. To má za následek, přibližně v únoru až březnu, shoz parohů. Těsně pod kůži parohu v kosti pučnice je resorbována vrstva buněk kostní tkáně. Tím ztratí parohy souvislost s lebkou a paroh odpadá buď vlastní vahou, nebo po nárazu. Po odpadu jednoho se zvíře snaží urychleně druhý shodit samo, má jednu stranu hlavy o hodně těžší; mohutné paroží jelena váží až 13 kg.
Zůstávají pouze části parohů ukryté pod kůží které vyrůstaly přímo z pučnice, tzv. pečeť. Nové parohy začnou po shozu vyrůstat po týdnu až deseti dnech.

## Velikost paroží
S růstem věku jelenovitých samců jim vyrůstají i mohutnější parohy. Samozřejmě nezáleží jen na stáří jedince, ale i na jeho celkovém zdravotním stavu a na vhodnosti a množství dostupného krmiva. U přestárlých jedinců však schopnost vyprodukovat množství parohoviny bývá již snížena a velikost jejich parohů klesá. Podle velikosti paroží se dá u jednotlivých skupin zvěře přibližně určit i věk, u rozdílných populací je to však mnohdy nesouměřitelné.
Největší paroží má los aljašský (Alces alces americanus), který mívá parohy o rozpětí přes 1,6 m a o váze asi 25 kg.

## Hodnocení paroží
Paroží, jako významné lovecké trofeje, se mezi sebou poměřují. Pro tyto účely byly pro jednotlivé druhy jelení zvěře sestavovány už od začátku minulého století hodnotitelské metody, podle kterých byly posuzovány trofeje . Metody prodělávaly různé změny a úpravy, v současnosti platí stupnice, kterou sestavila Mezinárodní rada pro lov a ochranu zvěře (CIC). Tvar, síla, mohutnost a vzhled paroží jsou znaky, podle kterých se oceňuje jejich kvalita. Hodnotí se např. počet výsad, délka lodyh, očníků a opěráků, obvod růží, váha celého paroží atd.

## Využití paroží
Už v pradávných dobách, hlavně v Asii, sloužily parohy jelenovitých jako suroviny k výrobě léků proti rozličným neduhům. Tyto léky se vyrábějí z paroží v době jeho růstu. K tomu účelu se zvířata loví a získávají se pak tzv. panty s kouskem lebky (tzv. lobární panty) anebo se v příslušném růstovém období uřezávají parohy zvířatům chovaným na farmách. Největšími vývozci pantů jsou Čína, Rusko a Nový Zéland. Léčebné účinky preparátů z nich vyrobených ale nejsou ve standardní medicíně všeobecně akceptovány.
Parohy jsou pro svou pevnost a stálost materiálu již od pradávna využívány k výrobě věcí denní potřeby. Později začaly sloužit také k tvorbě uměleckých předmětů, kterých se používá k výzdobě loveckých interiérů. Paroží se dále užívá na střenky loveckých nožů, násady jídelních příborů, na lovecké píšťalky a vábničky, dělají se z něho hlavice vycházkových holí a slouží k vyřezáván uměleckých miniatur v podobě knoflíků, spon, broží a různých přívěsků. Vyvinul se celý obor – řezba do paroží.

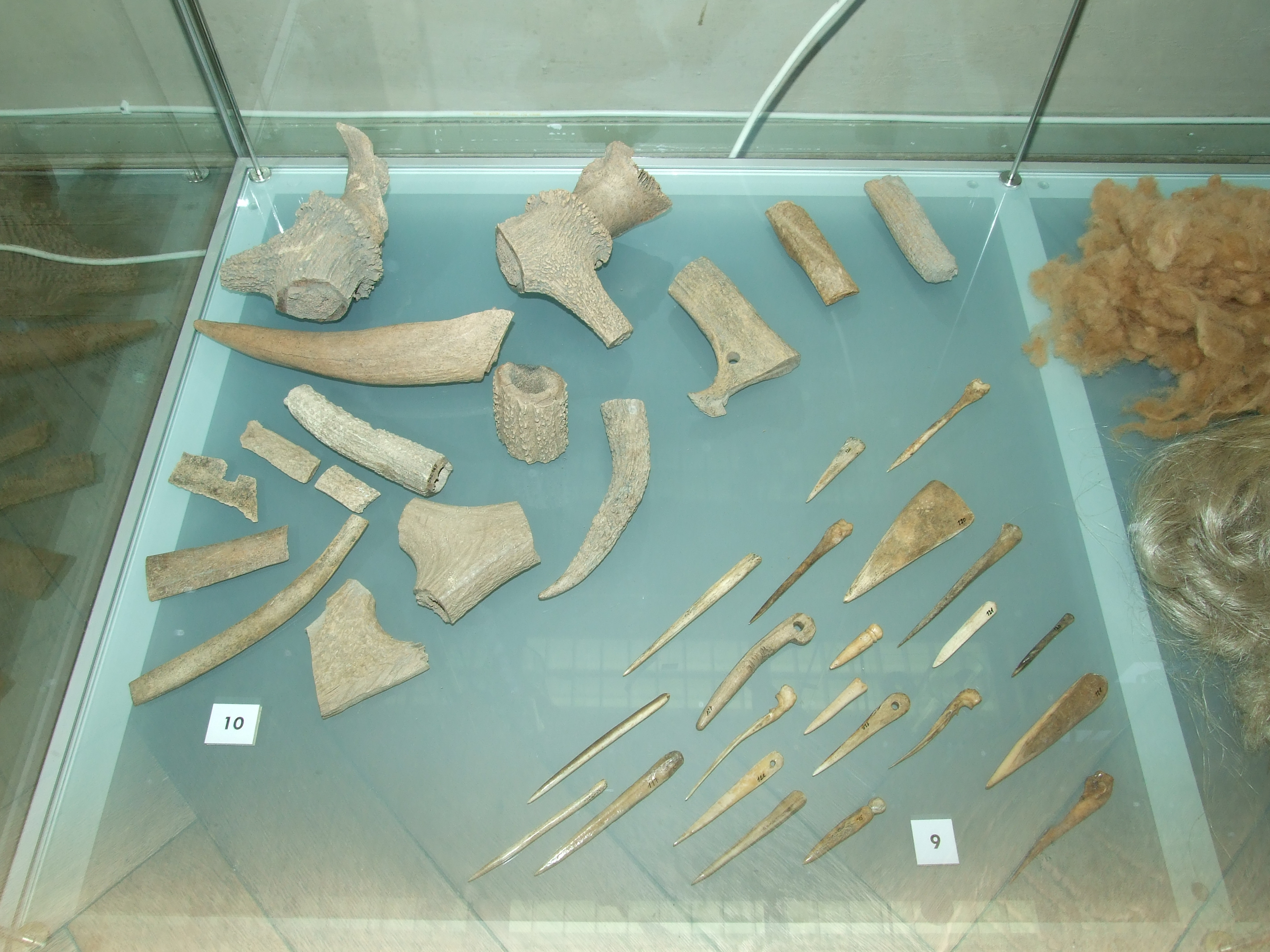
Prehistorické využití
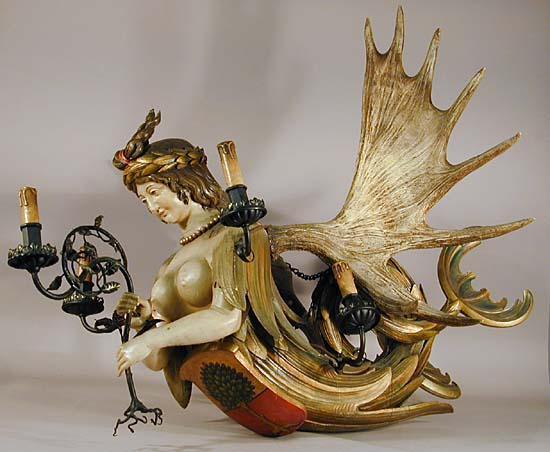
Svícen z paroží
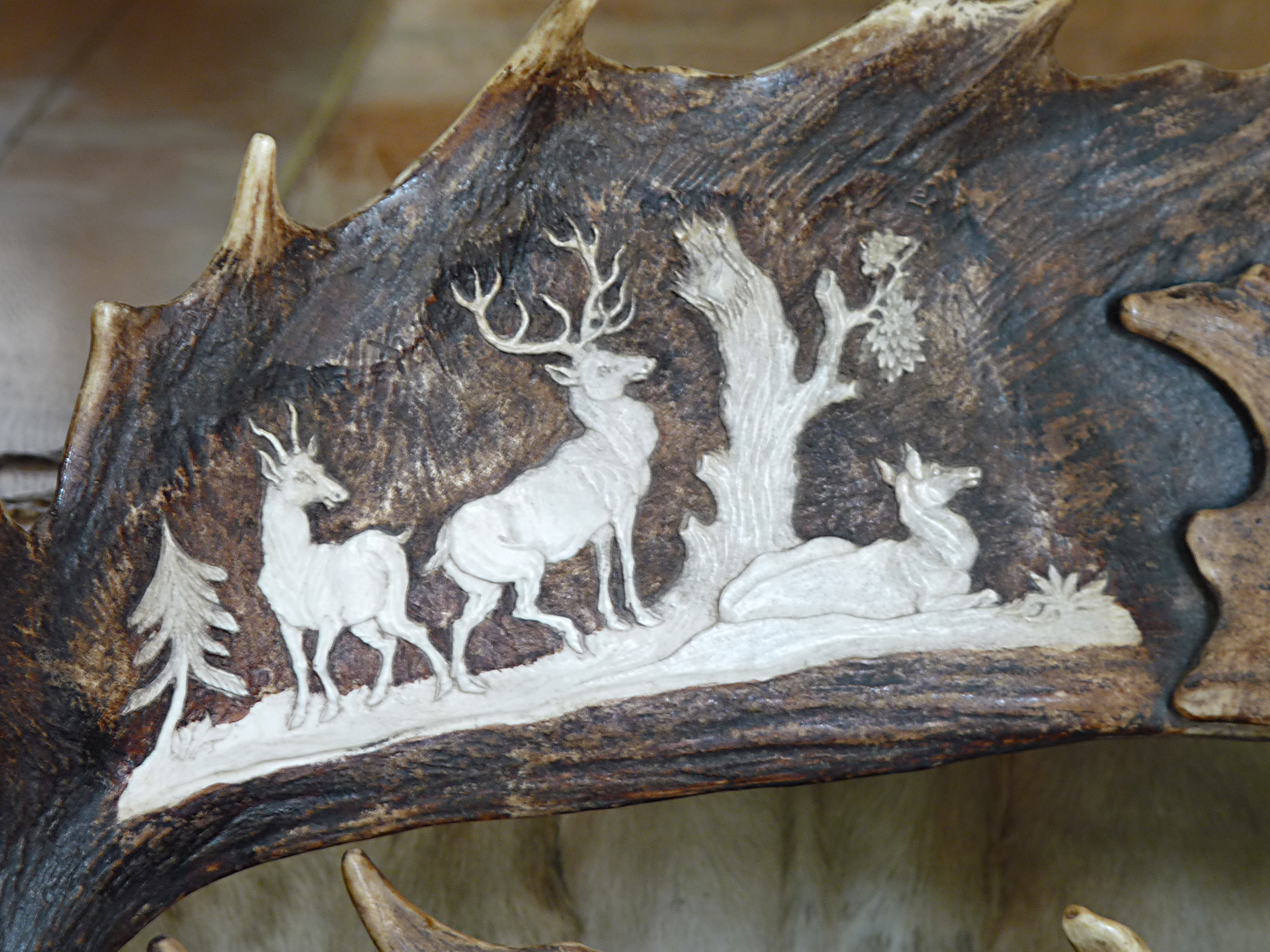
Vyřezávání do paroží